# Чемпионат мира по спортивной гимнастике 1993
28-й Чемпионат мира по спортивной гимнастике проходил с 13 по 18 апреля 1993 года в Бирмингеме (Великобритания). Впервые спортсмены бывшего СССР выступали по отдельным командам. Командное первенство было исключено из программы.

## Медалисты

### Мужчины
| Дисциплина          | Золото                   | Серебро                                            | Бронза                  |
| Личное первенство   | Виталий Щербо Белоруссия | Сергей Харьков Россия                              | Андреас Веккер Германия |
| Вольные упражнения  | Григорий Мисютин Украина | Виталий Щербо Белоруссия Нейл Томас Великобритания | не присуждалась         |
| Конь                | Пэ Гиль Су КНДР          | Андреас Веккер Германия                            | Карой Шупкегель Венгрия |
| Кольца              | Юрий Кеки Италия         | Андреас Веккер Германия                            | Иван Иванков Белоруссия |
| Опорный прыжок      | Виталий Щербо Белоруссия | Фэн Цзицян Китайская Республика                    | Ю Ок Юль Южная Корея    |
| Параллельные брусья | Виталий Щербо Белоруссия | Игорь Коробчинский Украина                         | Валерий Беленький       |
| Перекладина         | Сергей Харьков Россия    | Мариус Герман Румыния                              | Золтан Шупола Венгрия   |

### Женщины
| Дисциплина          | Золото                     | Серебро                    | Бронза                       |
| Личное первенство   | Шэннон Миллер США          | Джина Годжан Румыния       | Татьяна Лысенко Украина      |
| Опорный прыжок      | Елена Пискун Белоруссия    | Лавиния Милошовичи Румыния | Оксана Чусовитина Узбекистан |
| Разновысокие брусья | Шэннон Миллер США          | Доминик Доз США            | Андрея Каковян Румыния       |
| Бревно              | Лавиния Милошовичи Румыния | Доминик Доз США            | Джина Годжан Румыния         |
| Вольные упражнения  | Шэннон Миллер США          | Джина Годжан Румыния       | Наталья Боброва Россия       |